# Adem Bereket
Adem Bereket, nato Adam Barakhoyev, (Inguscezia, 19 luglio 1973) è un ex lottatore turco, specializzato nella lotta libera, vincitore della medaglia di bronzo nei 76 kg a Sydney 2000.
Bereket si classificò inizialmente quarto dopo essere stato sconfitto prima in semifinale dallo statunitense Brandon Slay e nella finale per il bronzo dal sudcoreano Moon Eui-jae.
Tuttavia nell'ottobre successivo il tedesco Alexander Leipold, medaglia d'oro in Australia, venne squalificato per essere risultato positivo al nandrolone e il lottatore turco venne promosso al terzo posto.

## Palmarès
- Giochi olimpici

Sydney 2000: bronzo nei 76 kg.
- Campionati mondiali di lotta

Ankara 1999: bronzo nei 76 kg.
- Campionati europei di lotta

Budapest 2000 argento nei 76 kg.